# Cappella di Dzordzor
Dzordzor o Tzortzor (in armeno: Ծոր Ծորի Սուրբ Աստվածածնի մատուռ, in persiano: کلیسای زور زور) è un monastero armeno situato nella regione dell'Azerbaigian Occidentale, in Iran. Il monastero ebbe il suo massimo splendore nel XIV secolo prima di essere distrutto nel XVII secolo, quando Shah Abbas decise di deportare gli armeni insediati nella regione.
La cappella è nella Lista del Patrimonio dell'umanità dell'UNESCO dal 6 luglio 2008, accanto ai monasteri di San Taddeo e Santo Stefano.

## Storia
La cappella della Santa Madre di Dio (in armeno Surp Astvatsatsin) è l'unica vestigia del monastero. La cappella posta in prossimità del villaggio di Bārun, ha la forma cruciforme ed è sormontata al centro da una cupola a tamburo. In accordo con la Chiesa apostolica armena, l'edificio è stato spostato di circa 600 metri dalle autorità iraniane nel 1987-1988, a seguito della decisione di costruire una diga sul fiume Makuchay.